# Большой Конь
Большой Конь — опустевшая деревня в Чернском районе Тульской области в составе Северного сельского поселения.

## География
Находится в юго-западной части Тульской области на расстоянии приблизительно 6 км на восток по прямой от поселка Чернь, административного центра района.

## История
В 1859 году здесь (территория Чернского уезда Тульской губернии) было отмечено 40 дворов в одной деревне с названием Большой Конь и 7 дворов в другой  деревне неподалеку с таким же названием, в конце 1930-х годов в единой деревне отмечен 31 двор.

## Население
Постоянное население составляло 208 человек в одной деревне и 84 в другой (1859 год), 0 как в 2002 году, так и в 2010.